# Industrial Silence
Industrial Silence  es el primer álbum debut y álbum de estudio de la banda noruega vanguardista de rock: Madrugada, Lanzado a finales de 1999.
A pesar de ser el álbum debut del grupo nunca tuvo un éxito, y que a día de hoy es considerado como un álbum de culto.
Los sencillos más conocidos del álbum son "Vocal", "Higher", "Beautyproof" y "Electric".
En julio de 2010, se lanzó una remasterización de edición "Deluxe" con 2 discos compactos que igual incluye sencillos del primer y segundo EP titulado homónimamente y el segundo titulado "New Depression EP" y el álbum completo de Industrial Silence.
El álbum ha pasado por distintas remasterizaciones por las discográficas: Virgin Records, EMI Records y la discográfica neerlandesa: Music on Vinyl siendo esta última su última remasterización del 2019 hasta el momento conocida.

## Sonido
El sonido característico de Madrugada siempre ha sido de difícil categorización debido al estilo tipo "ecléctico" del grupo, pero cabe destacar que el sonido de Industrial Silence aborda estilos del: indie rock, rock alternativo, post-rock, country alternativo, folk rock, con algunas influencias del rock progresivo y del rock experimental.

## Lista de canciones
A continuación se muestra el listado original de sencillos del álbum lanzado originalmente:

Todas las canciones escritas y compuestas por Sivert Høyem. 
| Industrial Silence |                               |          |  |
| N.º                | Título                        | Duración |  |
| 1.                 | «Vocal»                       | 06:28    |  |
| 2.                 | «Beautyproof»                 | 03:57    |  |
| 3.                 | «Shine»                       | 04:14    |  |
| 4.                 | «Higher»                      | 04:47    |  |
| 5.                 | «Sirens»                      | 06:16    |  |
| 6.                 | «Strange Colour Blue»         | 05:06    |  |
| 7.                 | «This Old House»              | 05:07    |  |
| 8.                 | «Electric»                    | 04:55    |  |
| 9.                 | «Salt»                        | 04:53    |  |
| 10.                | «Belladonna»                  | 04:21    |  |
| 11.                | «Norwegian Hammerworks Corp.» | 05:28    |  |
| 12.                | «Quite Emotional»             | 04:18    |  |
| 13.                | «Terraplane»                  | 04:05    |  |
| 1:03:43            |                               |          |  |

Los siguientes sencillos se encuentran en la reedición del 2010, incluyendo algunos sencillos de los EPs "Madrugada EP" y "New Depression EP" y algunos sencillos inéditos incluidos de otros materiales y recopilatorios del grupo.

Todas las canciones escritas y compuestas por Sivert Høyem. 
| Industrial Silence (Disco 2) |                                                       |          |  |
| N.º                          | Título                                                | Duración |  |
| 1.                           | «Wheelchair»                                          | 04:32    |  |
| 2.                           | «Move»                                                | 04:12    |  |
| 3.                           | «Sweet Simone (Live Demo)»                            | 04:13    |  |
| 4.                           | «Strange Colour Blue (Alternative Version)»           | 04:31    |  |
| 5.                           | «Highway 2.000.000 (Madrugada EP)»                    | 04:10    |  |
| 6.                           | «Oceanliner (Madrugada EP)»                           | 04:47    |  |
| 7.                           | «The Riverbed (New Depression EP)»                    | 04:45    |  |
| 8.                           | «Tonight I Have No Words for You (New Depression EP)» | 04:57    |  |
| 9.                           | «1990 (New Depression EP)»                            | 03:15    |  |
| 10.                          | «I'm Life's Wonderful Way of Letting You Down»        | 04:12    |  |
| 11.                          | «Bill Skins Fifth»                                    | 03:27    |  |
| 12.                          | «Mother of Earth»                                     | 04:22    |  |
| 13.                          | «Legends and Bones (The Shit City Sessions)»          | 03:12    |  |
| 14.                          | «Step Into My Mirror»                                 | 03:01    |  |
| 15.                          | «Hush Sleep Tonight (1996 Demo)»                      | 03:41    |  |
| 16.                          | «Shine (1996 Demo)»                                   | 04:05    |  |
| 17.                          | «I'm In Love With You»                                | 04:31    |  |
| 18.                          | «This Must Be The Song That Will Pay My Bills (Demo)» | 05:09    |  |

## Personal
Todos los sencillos fueron escritos por Sivert Høyem y todas las composiciones fueron realizados por todos los miembros del grupo durante la realización del álbum.
- Sivert Høyem - vocal
- Robert Burås - guitarra, armónica
- Frode Jacobsen - bajo
- Jon Lauvland Pettersen - batería, percusión

### Personal adicional
- John Agnello - producción
- Kai Andersen - producción adicional, ingeniero de sonido
- Per Eirik Johansen - producción adicional
- Alen - diseño de portada del álbum
- Dan - asistente personal, mezclas
- Wild Wes - asistente personal, mezclas
- Chris Mazer - asistente personal, mezclas
- Hans Olav Grøttheim - grabación
- Jacob Normann Jacobsen - fotografía
- Raymond Mosken - fotografía